# Choszczowe
Choszczowe – wieś w Polsce położona w województwie mazowieckim, w powiecie wyszkowskim, w gminie Zabrodzie. Ma status sołectwa.
Przez miejscowość przepływa malutka rzeczka Fiszor. Walory przyrodnicze i krajobrazowe przyciągają mieszkańców aglomeracji warszawskiej, którzy spędzają tu wakacje na swoich działkach rekreacyjnych.
Pierwsze wzmianki o tej miejscowości pochodzą z XIX wieku. 
W latach 1975–1998 miejscowość administracyjnie należała do województwa ostrołęckiego.